# Elaphria castronis
Elaphria castronis là một loài bướm đêm trong họ Noctuidae.